# ديفيد كارب
ديفيد كارب (بالإنجليزية: David Karp)‏ ولد في 6 يوليو 1986، نيويورك. منظم ومطور شبكة إنترنت أمريكي، هو المؤسس والمدير التنفيذي لمنصة التدوين تمبلر. وفقا لمجلة فوربس، تتجاوز القيمة الكلية (net worth) لديفيد كارب الـ200 مليون دولار، وقدرت قيمة تمبلر بـ800 مليون دولار. في 20 مايو 2013، أعلن أن ياهو وتمبلر قد توصلوا إلى اتفاق لياهو للحصول على تمبلر مقابل 1.1 مليار دولار. في حين سيظل كارب المدير التنفيذي للشركة.
بدأ كارب حياته المهنية كمتدرب تحت فريد سيبرت في شركة الرسوم المتحركة فريديراتور ستوديوز، حيث بنى أول منصة تدوين للاستوديو، وصمم وكتب وعدل أول شبكة فيديو لهم على الإنترنت، قناة فريديراتور. ذهب كارب للعمل من اجل منتدى الأبوة والأمومة على الإنترنت UrbanBaby إلى أن تم بيعها ل سي نت في عام 2006.
ثم بدأ كارب شركته الاستشارية للبرمجيات، Davidville، حيث كان يعمل مع مهندس كمبيوتر ماركو ارمنت على مشاريع للعملاء. أثناء وجود فجوة بين العقود في عام 2006، بدأ الاثنان العمل على موقع تدوين مصغر، الذي انطلق كتمبلر في 2007. اعتبارا من 1 يوليو 2014 يستضيف تمبلر أكثر من 192.9 مليون مدونة. في أغسطس 2009، كان كارب أفضل صاحب مشروع تكنولوجي شاب لعام 2009 من قبل BusinessWeek. وفي عام 2010، تم إضافة اسمه إلى تي آر 35 لمعهد ماساتشوستس للتكنولوجيا باعتباره واحدا من أعلى 35 مبتكر في العالم تحت سن ال 35.

## بداية حياته
ولد في مدينة نيويورك، نشأ كارب في الجانب الغربي الشمالي من منهاتن. امه باربرا اكرمان، معلمة من سان أنسيلمو، كاليفورنيا، ومايكل د. كارب، ملحن تلفزيون وافلام. ولديه أخ أصغر اسمه كيفن. انفصل والداه عندما كان في سن 17. في عمر 11، بدأ تعلم لغة ترميز النص الفائق وبسرعة بدأ تصميم المواقع الإلكترونية للشركات. في سن 15 انتقل للتعليم المنزلي، كان لدى كارب تطلعات للدخول في إحدى الكليات في نيويورك أو معهد ماساتشوستس للتكنولوجيا ورأى التعليم المنزلي والقيام بمشاريع أخرى على الجانب وسيلة لإقناع الكليات. كارب لم يعد أبدا إلى المدرسة الثانوية أو حصل على دبلوم المدرسة الثانوية.

## روابط خارجية
- ديفيد كارب على موقع IMDb (الإنجليزية)
- ديفيد كارب على موقع الموسوعة البريطانية (الإنجليزية)